# Adelsgesellschaft

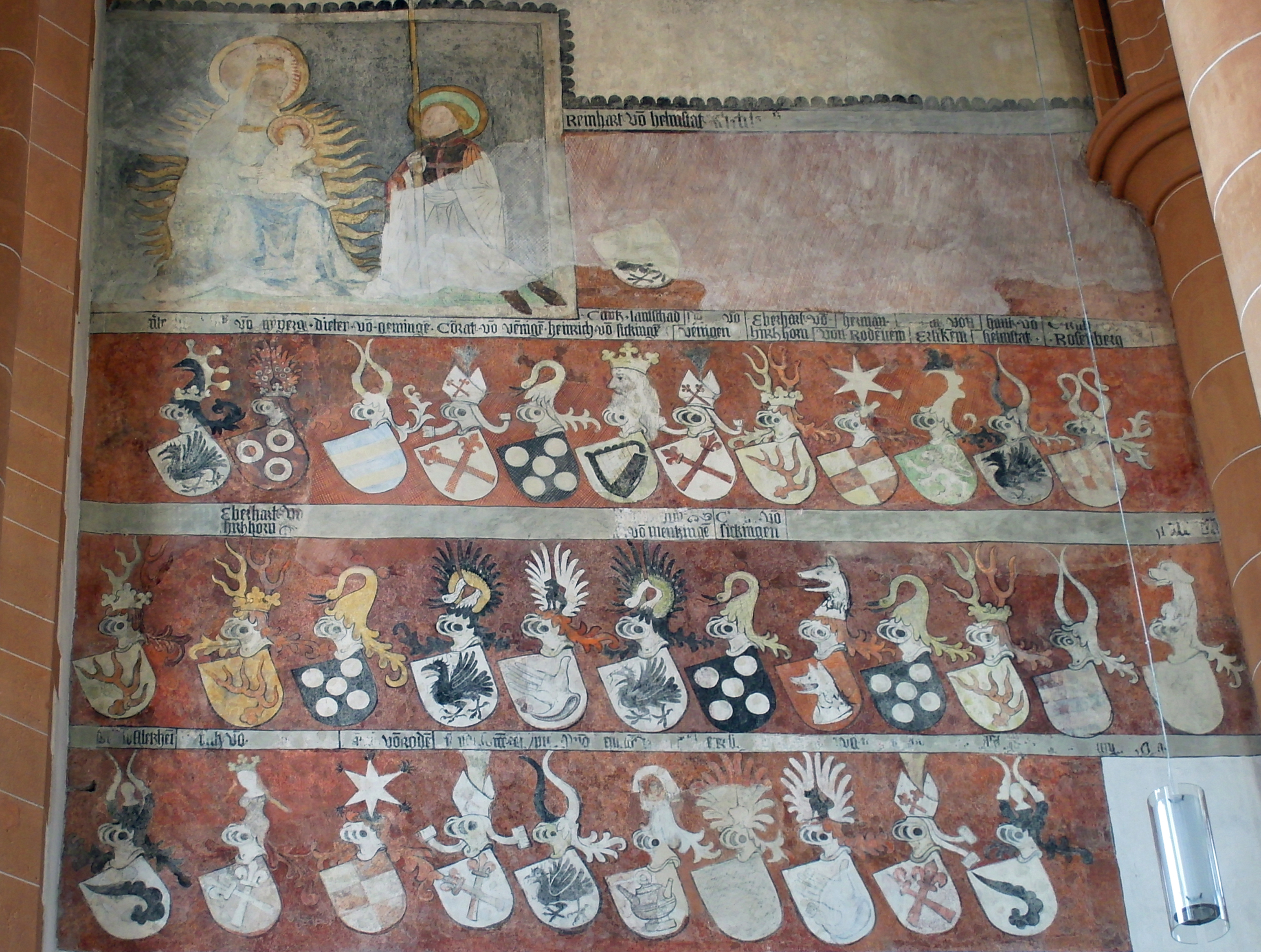
Wappenfries der Gesellschaft mit dem Esel in der Heiliggeistkirche in Heidelberg

Adelsgesellschaften waren durch Eid besiegelte genossenschaftliche Zusammenschlüsse von Adeligen, die sich im Heiligen Römischen Reich während des Übergangs vom Mittelalter zur frühen Neuzeit entwickelten.
Die Adelsgesellschaften gaben sich in der Regel gemeinsame Statuten, in denen ihr Innen- und Außenverhältnis geregelt wurde. Streitigkeiten wurden schiedsgerichtlich beigelegt. Die „Gesellen“ bekräftigten ihre Gemeinschaft durch eine gemeinsame Festkultur, die vom gemeinsamen Mahl bis zur Ausrichtung aufwändiger Turniere reichen konnte. Gemeinsame Abzeichen oder das Tragen einer einheitlichen Kleidung bei ihren regelmäßigen Zusammenkünften trugen zur Schaffung einer adeligen Identität und der Abgrenzung nach außen bei. Die Selbstbezeichnung, welche die Gesellen für diese Art der Gemeinschaft fanden, war „Ritterschaft“.
Während zu Beginn der Vereinigungen politische Motive (Unterstützung einer Partei in Machtkämpfen, Schutz gegen Expansionsbestrebungen mächtiger Nachbarn) im Vordergrund standen, entwickelten sich die Gesellschaften mit der Zeit zu einer repräsentativen Bühne zum Zweck des standesgemäßen Auslebens einer adeligen Kultur, auch für niederadelige Geschlechter, unabhängig von den Fürstenhöfen. Diese Funktion nahmen die reinen Turniergesellschaften wahr, während die politische Rolle vornehmlich von der Gesellschaft mit Sankt Jörgenschild übernommen wurde.
Die Adelsgesellschaften formten die gemeinsame Identität, aus der sich im 16. Jahrhundert die konstituierte Reichsritterschaft bilden konnte. Diese konnte auf die von den Adelsgesellschaften geschaffene Infrastruktur zurückgreifen.

## Abgrenzung und Einordnung des Begriffs „Adelsgesellschaft“

### Adelsgesellschaften als Besonderheit des Heiligen Römischen Reiches

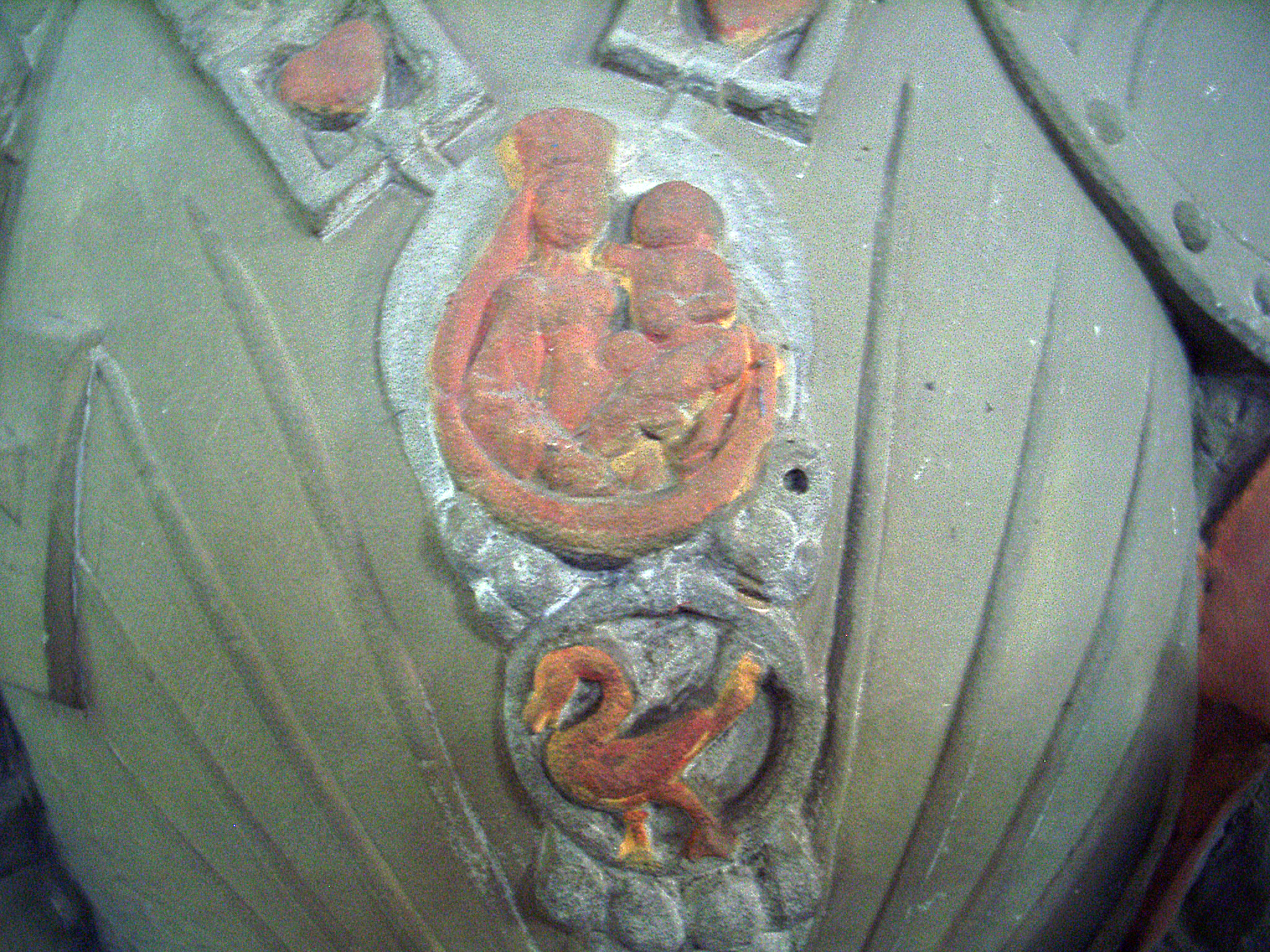
Gesellschaft unserer lieben Frau,
später Schwanenorden genannt

In der angelsächsischen Literatur hat Boulton eine Systematik der westeuropäischen Adelsvereinigungen erarbeitet. Er unterscheidet grob „Echte Orden (true orders)“, die von einem Monarchen oder Fürsten initiiert wurden, und „Pseudoorden (pseudo orders)“, bei denen die Initiative zum Zusammenschluss von den Mitgliedern ausging, die sich aber dennoch, mit oder ohne Eid, einem Förderer unterstellten.
Bei dem Versuch, diese Systematik für die Erstellung eines Repertoriums zur Klassifizierung der deutschen Adelsgesellschaften heranzuziehen, fanden Kruse, Paravicini und Ranft Boultons Klassifikation nicht praktikabel, da sie dem „…schillernden und wandelbaren Charakter…“ der von ihnen beobachteten Gesellschaften nicht gerecht werde. Als schillernd bezeichnen sie zum Beispiel die Gesellschaft St. Antonius (Kleve), die eine Gebetsverbrüderung, ein Hoforden und Förderer des Antoniterordens und schließlich eine Schützenbruderschaft gewesen sei. Als wandelbar bezeichnen sie den Falken, der sich aus einer an politischen Zielen orientierten Vereinigung zu einer Turniergesellschaft, oder den Drachen, der sich vom Hoforden zum Ehrenzeichen gewandelt habe. Sie vermuten, dass solche genossenschaftlichen Vereinigungen im Spätmittelalter in Deutschland, im Vergleich zu anderen Regionen Europas, besonders häufig anzutreffen waren, weil sich hier kein an einem einzelnen Monarchen ausgerichteter Zentralstaat ausgebildet hatte. Sie identifizieren 92 Gesellschaften, die hinsichtlich ihrer Struktur (Eid, Statuten, genossenschaftliche Organisation …) Gemeinsamkeiten aufwiesen. Angesichts der mageren Überlieferung nehmen sie an, dennoch nur einen Bruchteil der tatsächlichen Gesellschaften erfasst zu haben.
Der römisch-deutsche König hatte, im Gegensatz zu den Königen von England, Frankreich oder Spanien, keine eigene Gesellschaft. Die Gesellschaften, in denen deutsche Könige anzutreffen sind, waren Gesellschaften ihrer Stammherrschaften. Der Drache war ungarisch, der Adler österreichisch, und „Tusin“ böhmisch. Die deutschen Kaiser und Könige betrieben eine flexible Politik im Spannungsfeld Kaiser/König–Fürsten–Adel–Städte, die vom generellen Verbot von Adelsgesellschaften in der Goldenen Bulle Karls IV. 1356, über punktuelle Verbote, bis zur Billigung und Förderung durch König Sigmund 1422/1431 reichte. Friedrich III. verfolgte eine opportunistische Politik, die sowohl Verbot als auch Förderung umfasste. Sein Sohn Maximilian betrieb eine aktive Förderung, um ein königs-/kaisertreues Gegengewicht gegen die Fürsten zu fördern.

### Abgrenzung vom Begriff „Orden“
Viele der Bezeichnungen für einzelne Adelsgesellschaften sind nicht zeitgenössisch. Dies gilt auch für die Oberbegriffe. So nannten sich nur St. Antonius, Pelikan und St. Hubertus tatsächlich selbst Orden. „Schwanenorden“ ist hingegen eine Bezeichnung des 19. Jahrhunderts – ursprünglich nannte sich die Vereinigung „Gesellschaft unserer lieben Frau“. Ebenso verhielt es sich beim Drachenorden, der in der Stiftungsurkunde gar nicht benannt wurde und später als gesellschaft mit dem trakchen, societas Draconis oder Gesellschaft des (Lind-)Wurms bezeichnet wurde.

### Abgrenzung vom Begriff „Turniergesellschaft“
Der Begriff „Turniergesellschaft“ ist für eine allgemeine Bezeichnung ebenfalls zu eng. Diese Bezeichnung geht zurück auf die Beschäftigung mit Turnier- und Wappenbüchern im 19. und frühen 20. Jahrhundert. Anhand dort gefundener Eintragungen wurde versucht, Mitgliederverzeichnisse von Turniergesellschaften zu erfassen. Da die Kenntnisse der Herolde, die solche Turnier- und Wappenbücher erstellten, begrenzt und oft von regionalen Vorlieben beeinflusst waren oder, wie im Falle Rüxners deutlich wird, auch nachträgliche Konstruktionen darstellten, sind solche Zusammenstellungen willkürlich. Eine jede „…Liste fügt unter Weglassung alter Namen neue hinzu.“ In dem vom Kruse, Paravicini und Ranft erstellten Repertorium sind nur 24 der 92 aufgezeichneten Gesellschaften, entweder wegen einer Selbstbezeichnung in ihren Statuten oder wegen einer Erwähnung in Turnier- und Wappenbüchern, als Turniergesellschaften bezeichnet. Besonders bei den frühen Gesellschaften des 14. Jahrhunderts fehlt die Zuordnung als Turniergesellschaft ganz. Die Gesellschaft von 1361 wird in der Literatur als Turniergesellschaft bezeichnet, war aber eine politische Vereinigung ober- und niederbayerischer Adeliger zur Beeinflussung des labilen Herzogs Meinrad. 1362 entstand ein adeliger Gegenbund, der die Wittelsbacher Ruprecht I. und Ruprecht II., Pfalzgrafen bei Rhein, Stephan II., Herzog von Bayern-Landshut, und Johann II. unterstützte gegen jene, die Meinrad „…seinen landen und läuten, rittern und knechten, steten un märgten, reichen und armen enpfrümpt und enpfürt habent…“. Mit dem Tod Meinrads verschwanden sowohl die Gesellschaft als auch das Gegenbündnis.
Auch andere sogenannte Turniergesellschaften hatten vorwiegend politische Motive. Die Gesellschaft des Rüdenbandes firmierte laut Statut als Turniergesellschaft, wurde aber von Wenzel von Breslau genutzt, um seine Nachfolge durch seinen Neffen Ludwig II. zu sichern.
Die Gesellschaft mit dem Greifen wurde wegen ihrer Aufnahme in spätere Turnier- und Wappenbücher – bei Rüxner sogar fälschend zurückverlegt bis zu einem sagenhaften Magdeburger Turnier von 938 – als Turniergesellschaft bezeichnet. Es handelte sich aber um ein Bündnis des Grafen Johann von Wertheim, des Grafen Gotfrid von Rieneck und anderer Adeliger, um sich im Angriffsfalle gegenseitig beizustehen. Sie fürchteten, in den Konflikt zwischen dem Erzbischof von Mainz und dem Pfalzgrafen Ruprecht dem Älteren hineingezogen zu werden. Wertheim und Rieneck waren dem Erzbischof in einem Solddienstvertrag verpflichtet.

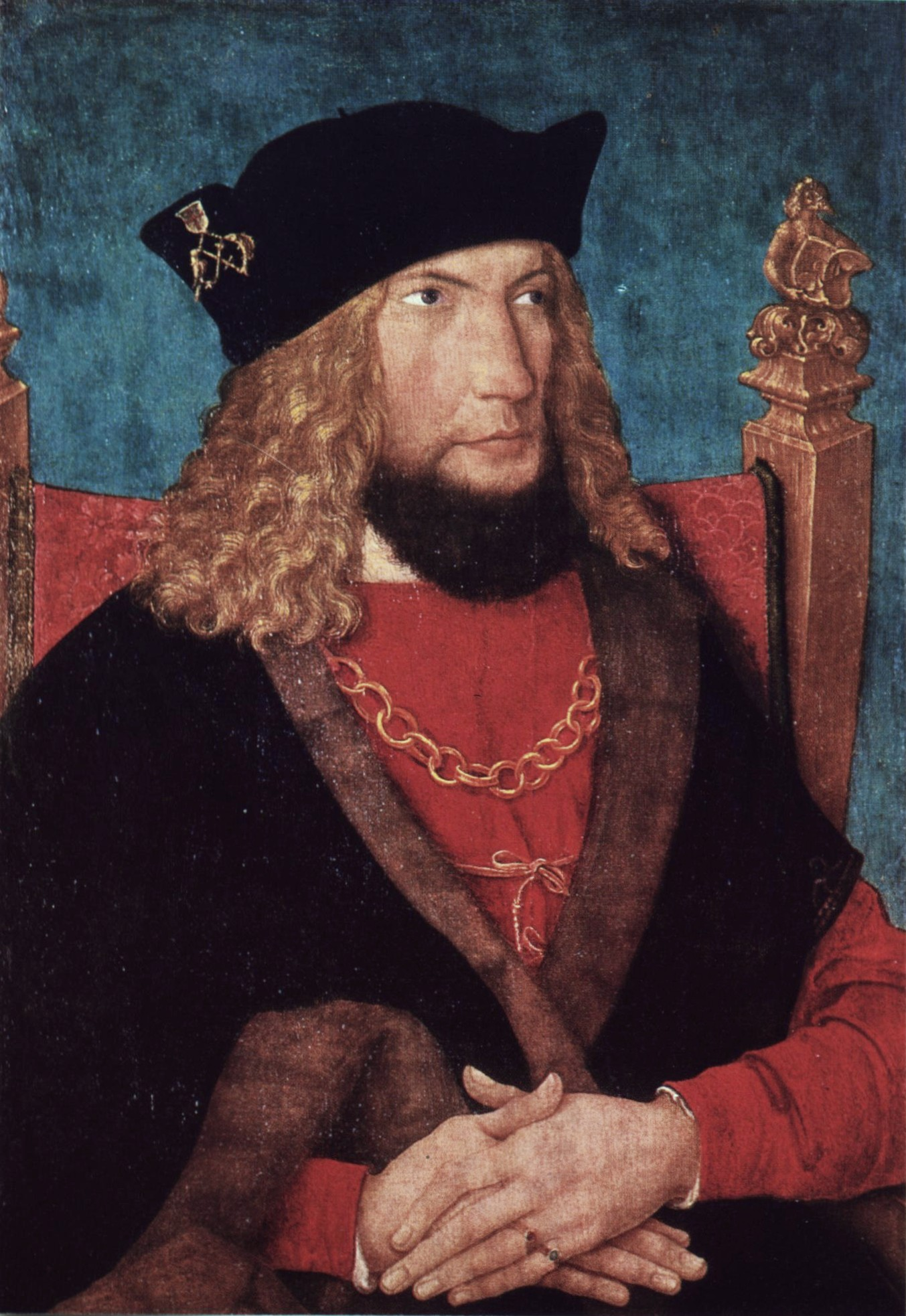
Hans Caspar von Laubenberg weist sich mit seinem Abzeichen als gleichzeitiges Mitglied der Gesellschaft vom Fisch und Falken und dem Sanktjörgenschild aus

Eine Verlagerung der Schwerpunkte ist auch bei den beiden Gesellschaften Falke in Oberschwaben und Fisch am Bodensee zu beobachten. Beide Gesellschaften hatten von Anfang an an Turnieren teilgenommen, aber besonders bei den Falken stand das innere und äußere Friedensgebot, mit Schiedsgericht und gegenseitigem Schutz bei äußerem Angriff, klar im Vordergrund. Im Jahr 1479 kam es zu einem Bündnisvertrag zwischen den beiden selbständig bleibenden Gesellschaften, der nur von den beiden Königen gesiegelt wurde. Der Aspekt des gegenseitigen Schutzes spielte bei diesem Bündnis eine herausragende Rolle. 1484 vereinigten sich dann die beiden Gesellschaften zur Gesellschaft vom Fisch und Falken. Dies ging einher mit der Zeit der großen Turniere in den 80er Jahren des 15. Jahrhunderts. Die Aufnahmeregeln für die neue Gesellschaft nahmen ausdrücklich auf die „Vier-Lande-Turniere“ Bezug: Aufgenommen werden sollte nur derjenige, „…so fern derselbe von den Vier Landen deß Turners zugelassen wuerdt“. Interessant ist, dass die Schiedsgerichtsbarkeit der Gesellschaft auf die Kampf- und Schiedsgerichte der Turniere übertragen wurde, das heißt, Auseinandersetzungen konnten auch im Turnierkampf und vor dem dortigen Schiedsgericht ausgetragen werden und das Ergebnis war zu akzeptieren. Ein weiterer Aspekt, der die stärkere Hinwendung dieser neuen fusionierten Gesellschaft zum Turnier erklärt, ist das gleichzeitige Erstarken der Gesellschaft mit Sankt Jörgenschild. Fast sämtliche Mitglieder der neuen Gesellschaft waren gleichzeitig auch in der vornehmlich politische Interessen verfolgenden Gesellschaft vom Fisch und Falken vertreten. Auch andere Gesellschaften, welche sich ausschließlich als „Thornergesellschaften“ verstanden, wie der Leitbracken, oder die Gekrönten Steinböcke, hatten in ihren Statuten Regelungen zur internen Friedenswahrung, also ein genossenschaftliches Regulativ des Fehdewesens.

### Abgrenzung vom Begriff „Ritterbund“
Auch der Begriff „Ritter“ in neuzeitlichen Bezeichnungen wie „Ritterbund“ oder der noch weitergehenden Begriffsvermischung „Ritterorden“ muss relativiert werden. Keine Gesellschaft machte die „Ritterwürde“, also die Legitimation durch Ritterschlag, zur Aufnahmevoraussetzung, im Gegensatz zum Beispiel zu den „internationalen“ Orden – Hosenbandorden, Orden vom Goldenen Vlies oder dem französischen Ordre de Saint-Michel. Es gab zwar „Rittergesellschaften“, wie den Fürspang, der sich als „societas militum et militarium“ bezeichnete, den Roßkamm „societas equestris“, oder „Ritterbruderschaften“ wie St. Hubertus zu Sayn, St. Maria in Geldern und St. Georg zu Friedberg. Hierbei wurde aber auf die Standesqualität abgehoben und nicht auf die eigentliche Ritterwürde. Auffallend ist jedoch, dass die Aufnahmekriterien der einzelnen Gesellschaften sich im Laufe der Zeit verschärften. Im Zuge der Territorialisierung und des damit verbundenen Machtverlustes der mindermächtigen Adeligen verstärkten sich deren Abgrenzungstendenzen. So reichte beim Esel 1387 die einfache Majorität der Standesgenossen und Schuldenfreiheit für eine Aufnahme aus. 1430 durfte ein neu aufzunehmendes Mitglied, dessen Eltern noch keine Mitglieder der Gesellschaft waren, nicht mehr als vier Gegenstimmen bei mindestens 15 anwesenden Gesellen erhalten. 1478 wurde dies erneut verschärft. Jetzt durfte nur aufgenommen werden, wer Adel und Wappengenossenschaft von vier Ahnen nachweisen konnte und nicht unebenbürtig geheiratet hatte. Auch bei den Gekrönten Steinböcken und der Schwanengesellschaft sind solche Verschärfungen zu beobachten. Im 15. Jahrhundert wird die vierfache Ahnenprobe häufiger, so bei St. Hieronymus, St. Christoph, St. Simplicius und St. Martin.

## Konstituierende Elemente der Adelsgesellschaften
Auf festen Regeln und Gebräuchen beruhende und genossenschaftlich organisierte Verbindungen gab es bereits in anderen Ausprägungen, zum Beispiel Gilden und Zünfte, oder unter reisenden Kaufleuten, Studenten und Klerikern. Wichtig dabei – und im mittelalterlichen Denken fest verankert – war die Bedeutung der Form. Das heißt: rechtssymbolische Handlungen (zum Beispiel Eid oder gemeinsames Mahl), religiöse Übungen (gemeinsames Gebet oder Messen), regelmäßige Versammlungen und die Verabredung gemeinsamer Erkennungszeichen.
So finden sich auch bei den Adelsgesellschaften Statuten, in denen ein Name festgelegt wurde, auf welche Dauer die Gesellschaft angelegt war, ob sie von einem oder mehreren Hauptleuten oder so genannten Königen geführt wurde, wo sie sich treffen wollte, welchem Heiligen als Patron sie sich unterstellte und zu welchem Zweck sie zusammenkam, wer zur Gemeinschaft gehörte und wie Beitritt und Austritt geregelt war, welchen Regeln und Pflichten sich die Genossen unterwarfen und welche Sanktionen bei Verstößen gegen diese Regeln gelten sollten. Die einzelnen Gesellschaften unterschieden sich aber in ihren Zielsetzungen und in der Ausgestaltung ihres Zusammenlebens und in den Details, wie dies alles geregelt wurde. Der heutige Kenntnisstand darüber ist sehr unterschiedlich; manche Gesellschaften sind heute nur durch Erwähnungen in einzelnen Urkunden bekannt, sehr oft im Zusammenhang mit Schiedssprüchen in (aus heutiger Sicht) zivilrechtlichen Angelegenheiten. Es gab aber konstituierende Elemente, die allen Gesellschaften gemeinsam waren und die den besonderen Charakter der Gesellschaften ausmachten.

### Der Eid

Statut der Gesellschaft vom Oberen Esel
(2. Februar 1430)

In der Art des Eides lag der maßgebliche Unterschied zwischen den Hoforden und den Genossenschaften. Bei den Hoforden war es ein Huldigungs- oder Gefolgschaftseid auf den Herrn beziehungsweise den Gründer und die von ihm gesetzten Statuten. Bei den Genossenschaften stand die Betonung des „wir“ im Vordergrund: „…wir die Gesellen [Name der Gesellschaft], die iczunt sint oder hernach werden mogen, geloben […] in guter Truwen an Eydestadt gute Gesellen zu syn und die Gesellschaft zuhalten und unser eyner den andern zu verantworten […]“. Diese Eidesformel wurde oft bei den regelmäßigen Treffen erneuert und war von jedem Neumitglied zu sprechen. Durch die Wiederholung der Eidesformel bekam die durch den beschworenen Vertrag gesetzte Ordnung eine besondere Bedeutung. Es handelte sich um „gewillkürtes Recht“, das heißt, es wurde mit dem Willen aller Beteiligten eine eigene Friedens- und Rechtsordnung geschaffen, die durch eine eigene Gerichtsbarkeit gesichert und notfalls nach außen verteidigt wurde.
Die Geselschaff van sent Joeris vom 15. Juli 1375, die am Mittelrhein, Niederrhein und in der Eifel angesiedelt war, hatte neben der allgemeinen Organisation (genossenschaftlicher Eid, Friedensgebot und interne Gerichtsbarkeit, Kapitel, Rat und Hauptmann durch Wahl, Kassenwesen, einheitliche Röcke) ausführliche Regelungen über Fehdehilfe, Verhalten im Krieg, Umgang mit Gefangenen und Verteilung der Kriegsbeute. Die Organisation und die Befehlsstruktur im Kampfesfall ähnelten den Regeln der turnierenden Gesellschaften für den Kampf zwischen den Schranken und waren auf eine schnelle, schlagkräftige Reaktion im Krisenfall ausgelegt. Die Begründung der Gesellschaft war an die Präambeln der Landfriedensbündnisse angelehnt, zum Nutzen von Land und Leuten. Es wurden nicht nur der eigene Stand, sondern auch Kaufleute, Bauern und Pilger, Geistliche und Laien unter Schutz genommen. Es handelte sich also um die „Anmaßung“ eines öffentlichen Gewaltmonopols. Deshalb ließ Karl IV. am 22. Oktober 1375 die Gesellschaft verbieten, da sie „wider Gott, Recht, Ehre und kaiserliche Gesetze sei“. Bemerkenswert ist aber, dass sie am 12. September 1378 noch existierte und auf regionaler Ebene akzeptiert wurde, als sie in einem Bündnis zwischen Herzog Wilhelm von Jülich und Geldern, Wilhelm von Jülich, Graf von Berg und Graf Adolf von Kleve von letzterem als Genossen ausgenommen wurde.
Der genossenschaftliche Eid stand somit im Gegensatz zu den Landfriedensordnungen mit Kaiser, Städten und mächtiger werdenden Territorialfürsten als Vertragspartner. Er stellte das von diesen beanspruchte Gewaltmonopol zur Durchsetzung der Landfrieden in Frage. In Landfriedensordnungen der Zeit wurden Gesellschaften daher oft ohne konkrete Namensnennung als „böse Gesellschaften“ allgemein ausgenommen. Die Landfrieden wurden als Gegenpart zu den Gesellschaften deshalb ebenfalls mit einem verpflichtenden Eid ausgestattet, samt der zusätzlichen Forderung, dass die Bündnispartner auch ihre Diener und Mannen anzuhalten hätten, gegebenenfalls aus Gesellschaften auszutreten.
In den meisten Eiden der Gesellschaften war der König oder Kaiser ausdrücklich ausgenommen, das heißt, es bestand keine Beistandspflicht, wenn diese gegen den Monarchen gerichtet gewesen wäre. Der eigene Lehnsherr wurde ebenfalls oft aus dem Eid ausgenommen.
Dies führte zu einer Ambivalenz der Könige und Kaiser des Heiligen Römischen Reichs gegenüber den Adelsgesellschaften, die sich in Verboten solcher Gesellschaften einerseits, in ihrer aktiven Förderung als Machtinstrument gegen die Fürsten andererseits niederschlug. Hierauf wird weiter unten im Rahmen der geschichtlichen Einordnung vertiefend eingegangen.

### Religiöser Aspekt der Gesellschaften

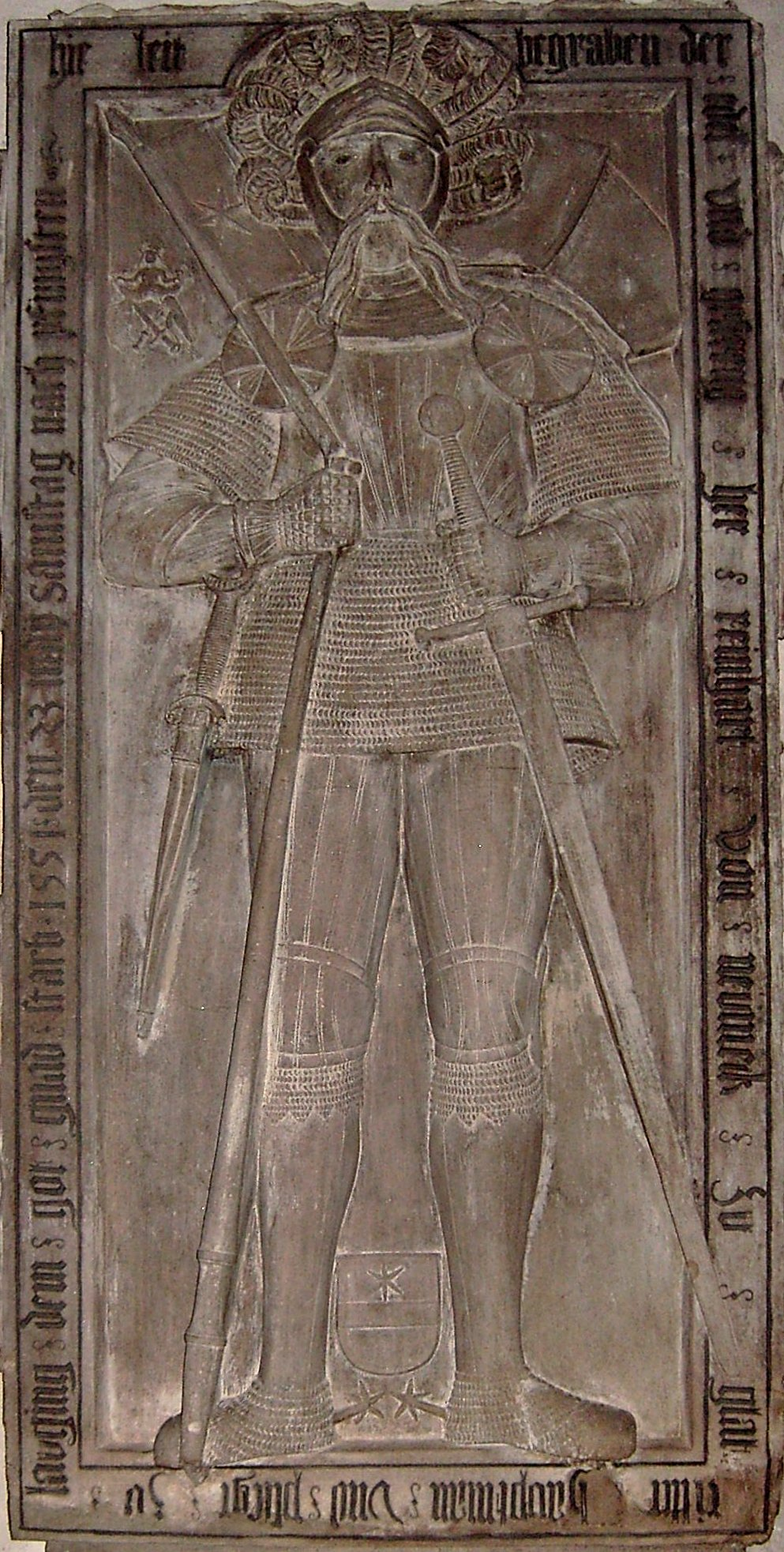
Grabmal des Ritters Reinhard von Neuneck in der Kirche Sankt Gallus in Glatt

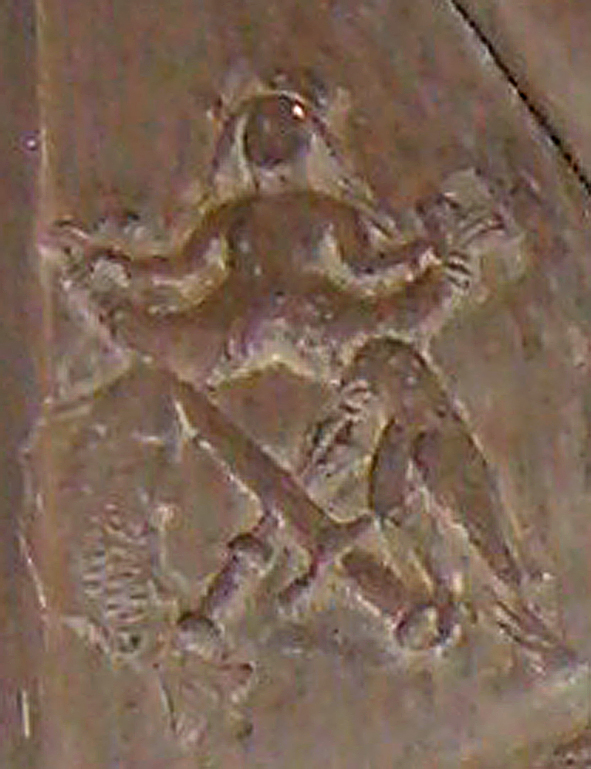
Das Abzeichen der Gesellschaft vom Fisch und Falken auf dem Grabmal im Detail

Nicht ausschließlich, aber mehrheitlich stellten sich die Gesellschaften unter das Patronat eines oder mehrerer Heiliger. Toten- oder Gedächtnisstiftungen waren ebenfalls oft, aber auch nicht ausschließlich Bestandteil der Einigungen. Hierzu trafen sich die Gesellen an einem festgelegten geistlichen Sitz. Dies konnte ein Kloster oder eine bestimmte Kirche sein. Oft wurde ein eigener Altar oder eine besondere Seitenkapelle gestiftet. Diese dienten der Aufnahme der Totenschilde. Noch heute sichtbare Beispiele sind das Heilig-Geist-Stift in Heidelberg für den Pelikan und Esel, oder die St. Gumpertus-Kirche in Ansbach für den fränkischen Teil der Schwanengesellschaft. Bußen wurden oft mit der Verpflichtung zur Stiftung von Messen belegt.
Im Bundbrief der „Geselschaft vom Aingehürn“ heißt es:

„In dem Namen Gotes und in den Ern Marie, Gottes Mutter, unsser lieben Frawen, und aller lieben Heiligen und umb gemeynes Frides, Schuczs und Schirms unnser und der unnsern und sunder, das wir desterbas widergesteen und uns ausgehalltten und dem heiligen Christenglauben gehelffen mögen wider die Keczer und unglawbigen, die man nennet die Hussen.“

Das religiöse Engagement beschränkte sich nicht auf den Kampf gegen die Hussiten; umfangreiche Begängnisse mit Vigilien und jeweils 24 Seelenmessen für jeden verstorbenen Gesellen waren in den Statuten festgelegt und zeugen von einer gelebten Frömmigkeit. Die Gesellen versicherten sich hiermit eine gegenseitige Solidarität, die über den Tod hinausging.
Es gab Vereinigungen, welche sich gleichzeitig als Bruderschaft und Gesellschaft verstanden, so die Bruderschafft und ritterliche Geselschaft […] zu Lobe […] besonder sente Huprichcz. Die Statuten trennten klar den bruderschaftlichen und den genossenschaftlichen Teil. Der bruderschaftliche Teil beschäftigte sich mit dem im Prämonstratenserkloster Sayn zelebrierten christlichen Kult, der genossenschaftliche Teil bezog sich auf die bereits bekannten Funktionen, wie Organisation, innere und äußere Friedenswahrung. Die Grafen von Sayn hatten als Teil eines Vierergremiums ein Vorschlagsrecht für den König der Gesellschaft, waren aber ansonsten unter den Gesellen Gleiche unter Gleichen. Die Gesellschaft stellte somit einen Prestige- und Machtfaktor für das Grafenhaus dar. Aber auch die Gesellen profitierten von dem besonderen Ansehen und der gegenseitigen Absicherung im Konfliktfall, sowohl außerhalb wie auch innerhalb der Gesellschaft. Im religiösen Sinne wurden das prächtige Zeremoniell und der herausragende Rahmen des Klosters als besonders segensreich empfunden. Durch die Stiftung von Messen und Vigilien sowie die Bestellung, Unterbringung und Versorgung von 20 zusätzlichen Priestern für die jährlich stattfindende Hubertusmesse trat die Gesellschaft als Förderer des Klosters auf.
Ihre besondere Frömmigkeit brachte die Geselscap van den Rade dadurch zum Ausdruck, dass sie ihren Patronatsheiligen Sankt Georg nicht als glänzenden Drachentöter verehrte, sondern mit dem Symbol seines Martyriums.
Auch bei der Geselschafft des Aingehörns undt der Junkhfrauen brachte die Namenswahl den besonderen Anspruch an ein „reines“ Leben zum Ausdruck. Der Jungfrau Maria als Patronin wird als Sinnbild der jungfräulichen Reinheit, aber auch eines beschaulichen, der Versuchung abholden Lebenswandels das dies symbolisierende Einhorn vorangestellt. Die Statuen legten fest, dass die Gesellen sich gegenseitig daran hindern sollten unredliche Sachen undt Geschäfft zu machen. Eingeleitet wurden die Statuten mit der Forderung an den vier unserer Frauen Tag ein Hochamt singen zu lassen. Für ein verstorbenes Mitglied sollte jeder der Gesellen für diesen 30 Messen lesen lassen.

### Geselligkeit als Teil des Gesellschaftslebens
In der Regel sahen die Statuten einen jährlichen Hoftag vor. Zumeist fanden dabei die Kapitelversammlungen statt, mit Beratungen über Neuaufnahmen, Erneuerung des Gesellschaftseides und den weiteren Gesellschaftsbelangen. Bei Bedarf wurden die Statuten angepasst. Anschließend wurde mindestens ein gemeinsames Mahl begangen, bei den größeren Gesellschaften auch oft ein Turnier abgehalten. Die Gesellen waren dabei angehalten, eine oft vorgegebene Anzahl von Damen zu diesen Tagen mitzubringen, manchmal mit der konkreten Vorgabe, dass diese im heiratsfähigen Alter sein sollten. Einige Gesellschaften, wie der Drache oder der Schwan, ließen Frauen zur Gesellschaft zu.
Das Zusammengehörigkeitsgefühl wurde in den meisten Fällen durch das Führen eines gemeinsamen Abzeichens ausgedrückt. Auch das Tragen einheitlicher Kleidung stellte ein Zusammengehörigkeitsgefühl her. So wie die Fürsten auf ihren Festen ihre Gefolgschaft zu repräsentativen Zwecken in einheitlichen Farben auftreten ließen, taten es ihnen die Gesellschaften hierin gleich, um ebenfalls nach außen ihre Geschlossenheit zu demonstrieren. Das Abzeichen wurde oft auch auf den Epitaphen abgebildet und sollte so die Gesellen daran erinnern, dass die Gemeinschaft im Sinne des mittelalterlichen Memorialwesens auf ewig angelegt war. Die Totenbegängnisse wurden deshalb ebenfalls mit einem gemeinsamen Mahl abgeschlossen.
Die Solidarität unter den Genossen wurde auch dadurch geübt, dass Streitigkeiten vor einem gemeinsamen Schiedsgericht geschlichtet werden sollten. Darüber hinaus wurde die Gemeinschaft unter den Genossen auch auf andere Weise gefördert. Die Sichel hatte Vereinbarungen, dass die Genossen jenen unter ihnen, die sich kein eigenes Schlacht- oder Turnierross leisten konnten, eines der ihren zu leihen hätten. Auch bei anderen Gesellschaften fanden sich Regelungen, wie unverschuldet verarmte Genossen zu unterstützen seien. In Zeiten, in denen die wirtschaftliche Situation mancher Adeliger sie in Versuchung brachte, sich auf Kosten anderer, selbst Standesgenossen, zu bereichern, war dies, in Kombination mit der internen Friedenspflicht, ein wichtiges Regulativ.

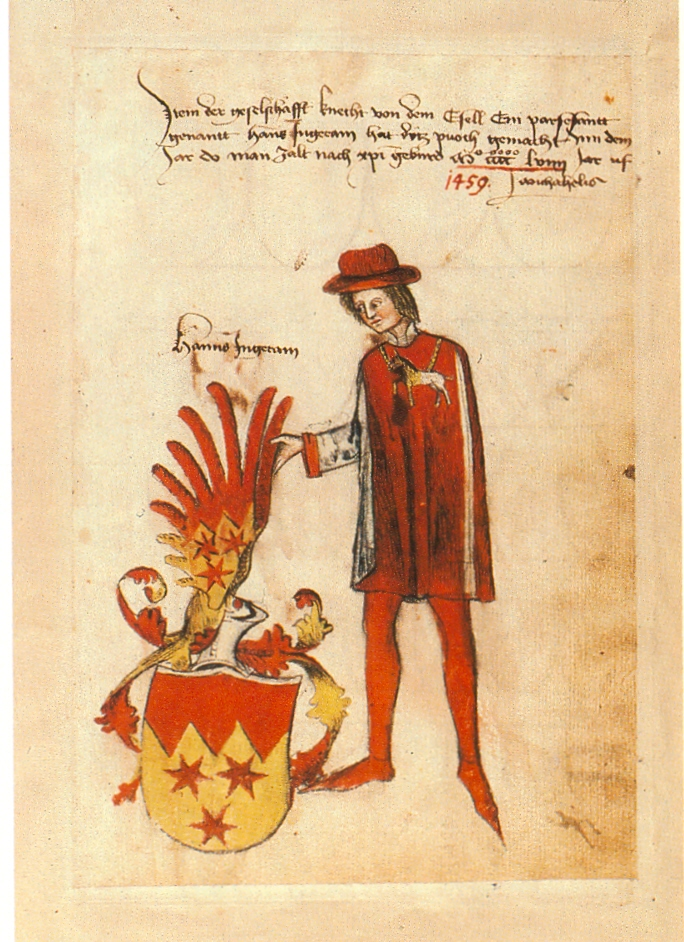
Ingeram-Codex:
Item der geselschaft knecht von dem Esell
Ein persefantt/genannt Hans Ingeram hat dyz puoch gemacht Inn dem/Jar do man Zalt nach xpi(Christi) geburd Mcccclviiij(1459) Jar uf/michaelis/

Die Gesellschaft bot den Niederadeligen die Gelegenheit, ihren Standesanspruch nach außen zu dokumentieren. Auf seiner Burg standen dem Adeligen, im Gegensatz zu den Fürsten, keine Möglichkeiten zur herrschaftlichen Repräsentation zur Verfügung. Da der Anspruch auf eine gesellschaftliche Führungsrolle nie aufgegeben wurde, musste eine neue, dem Adel angemessene Bühne zur Präsentation dieses Anspruchs geschaffen werden. Als gemeinsame Gesellschaftsleistung war dies möglich. Den letzten Höhepunkt dieser ständischen Repräsentation stellten die Vier-Lande-Turniere des letzten Viertels des 15. Jahrhunderts dar. Den äußeren Rahmen für eine solche Präsentation bildete die Stadt.
Eine weitere Form der Selbstdarstellung waren die vielfältigen Wappen- und Turnierbücher. Die Adeligen konnten sich darin als Teil einer weit angelegten Gemeinschaft sehen. Vor allem die Turnierbücher stellten eine – oft fiktive – Geschichtstradition her, die die Standesmäßigkeit der Familien bis in weit zurückreichende Generationen belegen sollte. So stellte Georg Rüxner in seinem berühmten Turnierbuch eine Reihe von 36 Turnieren auf, die bis zu einem imaginären Turnier im Jahr 938 in Magdeburg zurückreichte. So können diese Bücher zwar für zeitgenössische Zustände als mehr oder minder zuverlässige Quellen über die Zugehörigkeit von Familien zu Adelsgesellschaften herangezogen werden, ihre Angaben über die Vergangenheit sind aber als Fiktion zu betrachten. Die Gesellschaften unterhielten auch eigene Persevanten, die solche Aufzeichnungen vornahmen, so zum Beispiel Hans Ingeram für die Gesellschaft mit dem Esel.

## Gesellschaftliche Einordnung der Adelsgesellschaften
Der niedere Adel begann im späten Mittelalter seine angestammte Rolle als Herrschaftsträger zu verlieren, die er als Inhaber der Gewalthoheit vor Ort und als Monopolist überlegener Waffentechnik innegehabt hatte. Er wurde daher für die aufstrebenden Territorialherren immer entbehrlicher und suchte deshalb nach neuen Formen der Absicherung. Er tat dies – wo immer möglich – in der Form egalitärer Schwurvereinigungen. Ein Erklärungsansatz für das Rekrutierungspotential solcher Vereinigungen ist, dass sich zunächst meist aus Schwaben stammende Niederadelige, die sich in Italien als Condottieri verdingt hatten, bei ihrer Rückkehr in den sechziger Jahren des 14. Jahrhunderts, zu Gesellschaften zusammenschlossen. Einige wenige Adelsgesellschaften existierten aber schon vorher, und das genossenschaftliche Prinzip war eine allgemein anerkannte Organisationsform.
Einige Fürsten gründeten Gesellschaften zur Integration ihres landsässigen Adels. Diese Gesellschaften waren zwar im Verhältnis der Gesellen untereinander genossenschaftlich organisiert, glichen aber in der gemeinsamen Orientierung auf einen Fürsten mehr den hierarchisch ausgerichteten Ritter- und Hoforden. Die fürstlichen Gesellschaften waren in der Regel auf Dauer angelegt, während die genossenschaftlichen Vereinigungen des Niederadels zumeist für einen befristeten Zeitraum geschlossen wurden. Durch Verlängerungen konnten aber auch diese eine sehr lange Dauer erreichen. Während im 14. Jahrhundert beim Niederadel noch kriegerische, aus politischer Opportunität begründete kurzfristige Bündnisse vorherrschten, stand im 15. Jahrhundert die soziale Standesvertretung in längerfristigen Vereinigungen im Mittelpunkt.

### Anzahl und Größe der Gesellschaften
Die Zahl der Gesellschaftsgründungen stieg zum Ende des 14. Jahrhunderts steil an. Sie fiel nach dem ersten Jahrzehnt des 15. Jahrhunderts stark ab und erreichte um 1440 einen weiteren Höhepunkt. Ein letzter Höhepunkt lag dann in den neunziger Jahren des 15. Jahrhunderts. Dies war die Zeit der großen „Vier-Lande-Turniere“. Anfang des 16. Jahrhunderts brach die Gründungswelle ab. Die Gesellschaften verschwanden weitgehend und die Niederadeligen konstituierten sich in der Freien Reichsritterschaft.
Es gab Gesellschaften, die nie mehr als vier Genossen hatten (Einhorn und Jungfrau) oder wie der Sittich eine Vereinigung von vier Fürsten darstellten. Gerade diese Vereinigung von Fürsten macht deutlich, wie sehr sich der genossenschaftliche Gedanke bei nicht hierarchischen Vereinigungen durchgesetzt hatte. Andere, wie die Löwengesellschaft, oder St. Jörgenschild hatten 120 beziehungsweise fast 200 Mitglieder.
Eine besondere Anwendung des genossenschaftlichen Vereinigungsprinzips fand sich innerhalb der Burggrafschaft Friedberg auf der Burg Friedberg. Hier wurde das genossenschaftliche Prinzip zur Binnenorganisation einer fest umrissenen, an einen festen Ort gebundenen Gruppe genutzt: den Ganerben der Burg. Zunächst, um 1367, fand sich dort die Gesellschaft der Grunen Minne zusammen, von der man über Altarstiftungen Kenntnis hat. 1384 bildete sich eine weitere Gesellschaft, die Gesellschaft vom Mane (Mond). Beide Gesellschaften verbanden sich und gingen 1387 in einer Bruderschaft auf. Hundert Jahre später vereinigten sich die Burgmannen vor dem 26. August 1492 zur Fraternitas equestris S. Georgii. Die Gesellen trafen sich regelmäßig am Montag nach Fronleichnam in der Burgkapelle zu Messen und Vigilien für die Verstorbenen. In der anschließenden Kapitelversammlung wurden auch organisatorische Angelegenheiten der Ganerbenschaft geregelt.

### Geographische Verbreitung
Die geographische Verbreitung der Gesellschaften spiegelt das Kulturgefälle und die Verfassungswirklichkeit des Reiches wider. In den restlichen westeuropäischen Ländern entwickelte sich der moderne Territorialstaat durch die Ausschaltung beziehungsweise Vereinnahmung der regionalen Kräfte als Vereinigungswerk der Könige. Im Reich waren es die mächtigen Territorialfürsten, die ein solches Vereinigungswerk auf beschränktem Raum vorantrieben. Der Prozess setzte aber viel später ein und kam eigentlich erst mit dem Ende des Heiligen Römischen Reichs zum Abschluss. Dort wo sich solche Territorialfürsten nicht durchsetzen konnten, ergaben sich Nischen für eine eigenständige Politik weniger starker Mächte. Hier etablierten sich die Städtebünde, aber auch die hier betrachteten Adelsgesellschaften.
Dort, wo es festgefügte Landesherrschaften gab, finden sich deshalb wenige oder keine Adelsgesellschaften, hingegen viele, wo sich in den „Schütterzonen der öffentlichen Gewalt“ die Unabhängigkeit des Adels behaupten konnte. Sie fehlten im Norden und Osten fast ganz (Ausnahme Leoparden von 1387 und Eidechsengesellschaft von 1397).
Der mitteldeutsche Raum – Westfalen, Braunschweig-Lüneburg, Sachsen, Meißen, Schlesien, österreichische Länder und Bayern – stellte eine Übergangszone dar, in der vereinzelt Adelsgesellschaften anzutreffen waren.
Gehäuft traten sie entlang des Rheins (Ober-, Mittel- und auch Niederrhein) und besonders in Schwaben und Franken auf.
Auf dem Gebiet der heutigen Schweiz, wo sich die genossenschaftliche Vereinigung auf einer anderen Ebene vollzog, fehlten sie ganz. Der dortige Adel fand sich anfangs noch in den schwäbischen Adelsgesellschaften wieder, später verlagerte er seinen Lebensmittelpunkt entweder nördlich des Bodensees und Rheins oder er trat der Eidgenossenschaft bei.

### Die frühen Gesellschaften des 14. Jahrhunderts
Die geschichtliche Entwicklung und die geographische Verteilung der Adelsgesellschaften spiegelt die Verfassungsgeschichte des Heiligen Römischen Reichs zu jener Zeit wider. So fiel der erste Gründungshöhepunkt mit der Auseinandersetzung um die Krone des Reichs zwischen den Häusern Habsburg, Wittelsbach und Luxemburg zusammen. Die Könige Ludwig der Bayer, Friedrich der Schöne und Karl IV. betrieben eine intensive Hausmachtpolitik, die Fürsten und aufstrebenden Territorialstaaten versuchten sich in diesen Auseinandersetzungen ebenfalls zu positionieren und der Niedere Adel und die Städte mussten sich durch eine geschickte Bündnispolitik in diesem Geflecht behaupten. Hinzu kam die Instrumentalisierung des Abendländischen Schismas in diesem Machtkampf. Eine bedeutende Rolle spielte hierbei der Gegenpapst Clemens VII.
Beispielhaft für diese Phase war die ältere Gesellschaft mit dem Lewen vom 17. Oktober 1379. Ausgehend von den Grafen von Nassau und den Grafen von Katzenelnbogen, rekrutierte sie sich aus Anhängern des Gegenpapstes Clemens VII. Ausgehend von einer Verbindung von 17 Grafen, Herren und Geistlichen in der Wetterau dehnte sich die Gesellschaft bald über den gesamten südwestdeutschen Raum aus und musste, ab Frühjahr 1389 in sechs Teilgesellschaften, Lothringen, Franken, Niederlande, Schwaben, Elsass und Breisgau aufgeteilt werden. Im Umfeld der Grafen von Helfenstein entstand eine weitere eigenständige Gesellschafft mit sant Wilhalmen, welche die Statuten der Löwen wortwörtlich übernahm und sich am 1. März 1381 mit diesen verbündete. Am 8. März 1381 verband sich die Gesellschaft mit Sankt Wilhelm mit der fränkischen geselschaft mit sant Gyren.
Als Reaktion kam es zur Gründung des Süddeutschen Städtebundes. Es kam zu ausgedehnten Kampfhandlungen, bis am 9. April 1382 unter Vermittlung von Herzog Leopold von Österreich der Landfrieden von Ehingen geschlossen wurde.
Einzigartig an dieser Konstellation war die planvolle Ausdehnung und die Einrichtung einer funktionierenden Struktur von Teilgesellschaften. So konnte zum Beispiel im Zuge der Fehdehilfe frei auf dem Gebiet der „Tochtergesellschaften“ operiert werden.

### Die Adelsgesellschaften zwischen Verbot und Förderung
Das Kräftespiel König–Fürsten–Städte–Niederer Adel zeigt sich auch in den Verbots-/Legitimationskonjunkturen. Kaiser Karl IV. verbot 1356 im Artikel 15 der Goldenen Bulle sowohl Städtebündnisse als auch Adelsgesellschaften. 1372 verbot er namentlich die Krone. König Wenzel verbot 1395 die „Schlegler“. Sigismund hingegen legitimierte 1422 und 1431 die Gesellschaften und versuchte sie in seine Landfriedenspolitik einzubinden. Friedrich III. verbot zwar 1467 mit ausdrücklichem Verweis auf die Goldene Bulle das von Sigismund 1431 bestätigte Einhorn, aber er und sein Nachfolger Maximilian banden gerade den St. Jörgenschild sehr aktiv in ihre Reichsreformpolitik ein. Die Schwanengesellschaft wurde sogar, analog zu den bekannten westeuropäischen Hoforden, vom Papst legitimiert.

### Die Adelsgesellschaften im 15. Jahrhundert
Den Höhepunkt der überregionalen Gesellschaften und auch deren langlebigste stellte der Sankt Jörgenschild dar. Die Gesellschaft konstituierte sich am 11. September 1406 als Vereinigung im Bodenseegebiet und in Südschwaben ansässiger Adeliger zur Vermeidung der vielen Rechtsstreitigkeiten untereinander. Die Gesellschaft wurde immer nur auf eine beschränkte Zeit geschlossen, aber durch die entsprechenden Erneuerungen dauerte sie bis zur Einrichtung der Reichsritterschaft in den vierziger Jahren des 16. Jahrhunderts an.

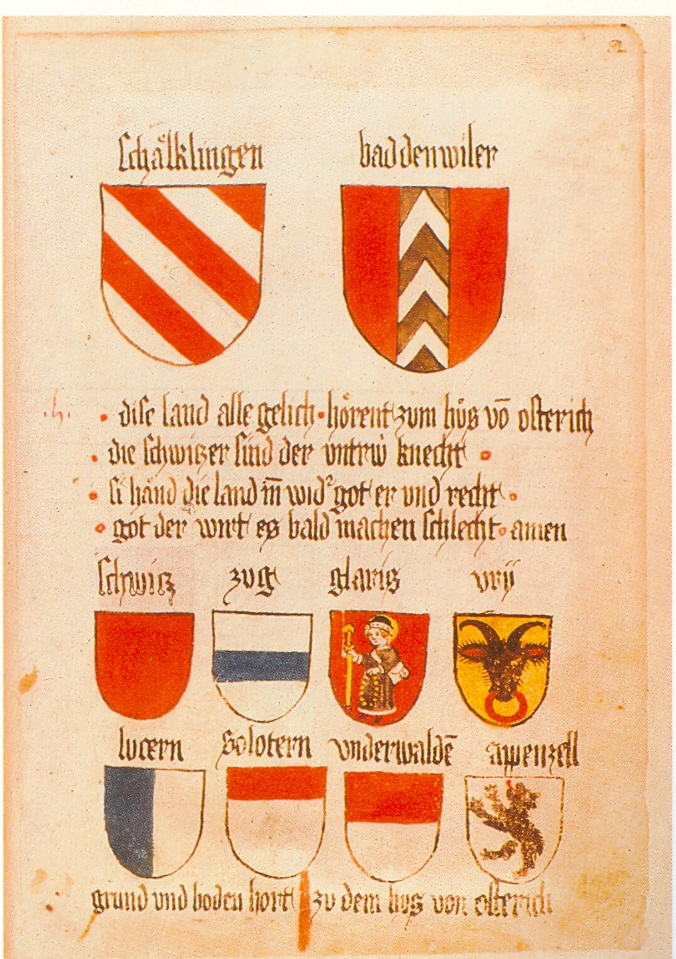
Codex Ingeram: Kommentar zu den Schweizern
dise land alle gelich hörent zum hus vo(n) osterich/
die schwizer sind der untr(e)w knecht./
si hand die land in(n) wid(er) got e(h)r und recht./
got der wirt es bald machen schlecht. amen

Bereits in den ersten Bundbriefen 1407 und 1408 wurde die Abwehr der aufständischen Appenzeller als Vereinigungsgrund genannt. Die Gesellschaft erhielt die Einwilligung von König und Kirche zur Bundschließung. Der Erfolg in dieser Auseinandersetzung führte zur Gründung weiterer Teilgesellschaften mit identischen Bundesbriefen.
Das von den Hauptleuten, ab 1463 von einem Rat geführte Schiedsgericht erlangte eine zunehmende, auch externe, Autorität, so dass es auch von Nichtmitgliedern angerufen wurde. Bereits am 14. März 1426 erhielt die Gesellschaft das Privileg zur Aufnahme von Eigen- und Vogtleuten und den Gerichtsstand der armen Leute. Dieses privilegierte Schiedsgericht wurde nochmals in der Goldenen Bulle von 1431 bestätigt. Ab diesem Zeitraum stand der Grundsatz im Bundesbrief: „…da(ß) sie als Glieder beim heiligen Reiche bleiben mügen, St. Georg, der Kirche, dem Reiche und ihren Landen zu Ehren und zur Stärkung, zur Nutz, zu Frieden und Gemach“. Aus solchen Aussagen wurde, zum Beispiel von Roth von Schreckenstein, geschlossen, dass sich hier das Bewusstsein einer freien Reichsritterschaft herausbildete.
Bereits 1422 war der Gesellschaft von König Sigismund das Privileg der freien Bündniswahl zugestanden worden, das von Friedrich III. nach seiner Krönung 1440 bestätigt wurde. Deshalb ging die Gesellschaft mit Sankt Jörgenschild auch vielfältige Bündnisse mit anderen Gesellschaften und Städten ein. Bei der Gründung des Schwäbischen Bundes 1488 wurde maßgeblich auf die Organisationsstruktur der Gesellschaft zurückgegriffen. Die Niederadeligen waren, vertreten durch die Gesellschaft, Mitglied des Bundes. Diese Konstruktion erlaubte es, dass die Niederadeligen auf Augenhöhe mit den anderen Ständen, insbesondere den Fürsten verhandeln konnten. Die Gesellschaft ging nicht im Schwäbischen Bund auf, sondern bestand über dessen Ende hinaus weiter fort.
Die Gesellschaft mit Sankt Jörgenschild stellte einen Wendepunkt in der spätmittelalterlichen Landfriedenspolitik dar. Auch andere Gesellschaften wurden von diesem Zeitpunkt an zunehmend als Partner in Landfriedensbündnisse aufgenommen. Kenntnis über einige dieser Gesellschaften besteht sogar einzig durch ihre Erwähnung in solchen Landfriedensbündnissen, wie zum Beispiel die Gesellschaft mit dem Rüden im Gebiet des Oberrheins zwischen Säckingen und Rastatt. Andererseits zeigen sich in dieser Zeit aber auch die Grenzen für diese Gesellschaften in den Gebieten, in denen eine starke Anbindung an einen Fürsten bestand. Der Gestaltungsspielraum für den landsässigen Adel schränkte sich immer mehr ein. Aber auch die Landesherren bemühten sich in einigen Fällen, die Gesellschaften für ihre Zwecke zu instrumentalisieren, so Herzog Friedrich von Österreich, der die Gesellschaft mit Sant Georgen und Sant Wilhelms Schild in seinen Kampf gegen die Eidgenossen einband.
Die begrenzten Möglichkeiten des in eine Landesherrschaft eingebundenen Niederadels, seine Standesinteressen mit Hilfe einer Gesellschaft zu sichern, werden auch bei der Geselschaft vom Aingehürn (23. April 1428) deutlich. Diese Adeligen aus dem Straubinger Land, dem Bayerischen Wald und der Oberpfalz schlossen sich zur Abwehr gegen die Hussiten zusammen. Zur Durchsetzung ihrer eigenen Rechte verbündeten sie sich 1430 auch mit der fränkischen Ritterschaft und mit der Gesellschaft mit Sankt Jörgenschild, also der reichsfreien Ritterschaft. In der Zeit der Nachfolgewirren im Hause Wittelsbach schien die Hoffnung des Adels auf eine Loslösung von den Fürsten sich zu bestätigen. Erst 1466, am 16. Oktober, fand eine Erneuerung der Gesellschaft statt. Herzog Albrecht baute zu dieser Zeit seine Position in Bayern aus. Als dessen Bruder Christoph, der Albrecht seine Stellung streitig machte, in die Gesellschaft aufgenommen wurde – gegen Protest aus den eigenen Reihen –, schürte Albrecht mit Unterstützung Ludwigs von Bayern-Landshut und der Pfalzgrafen Friedrich und Otto den Widerstand gegen die Gesellschaft. Ein Jahr darauf, am 19. Oktober 1467, erfolgte das kaiserliche Verbot der Gesellschaft. Die Gesellschaft löste sich auf, der Bundesbrief wurde zerschnitten und die Siegel an die Gesellen zurückgegeben. Der Konflikt war aber noch nicht beendet und setzte sich im sogenannten Böcklerkrieg fort. Auch die Gründung der Gesellschaft von dem Leon war ein solcher Versuch, gegen die Mediatisierungsbestrebungen der Fürsten an einer genossenschaftlich organisierten Selbstverwaltung festzuhalten.
Einer der Gründe für das Ende der Gesellschaften war die Reformation. Die bruderschaftliche Frömmigkeit, das an feste Andachtsstätten und Altäre gebundene Ritual, kollidierte zunehmend mit den individuellen Glaubensentscheidungen der Genossen. Selbst wenn protestantische Genossen weiterhin an dem sozialen Netzwerk einer brüderlichen Gemeinschaft partizipieren wollten, so waren die Messfeiern für sie kein geeignetes Mittel mehr. Auch akzeptierten katholische Bischöfe bald keine protestantischen Patronatsherren für Altar- und Kirchenstiftungen mehr. Umgekehrt waren katholische Messfeiern in protestantisch gewordenen Gotteshäusern undenkbar. Ein weiterer Grund war, dass der Exklusivitätsanspruch einiger Gesellschaften nicht mehr aufrechterhalten werden konnte. Die strenger gewordene Ahnenprobe und der materielle Aufwand (Rüstung, Turnierpferd, Beiträge, Hofhaltung …) konnten von vielen Adeligen nicht mehr geleistet werden oder wurden nicht mehr akzeptiert. Es setzte eine Überalterung in den Gesellschaften ein. Politische Forderungen konnten jetzt besser in anderen Zusammenschlüssen durchgesetzt werden, die weniger elitär ausgerichtet waren. Mit der Einrichtung des Reichskammergerichts waren nun eher Juristen als Krieger gefragt. Aber wie beim konfessionellen Aspekt war auch dies ein längerfristiger Prozess.

### Das Verhältnis der Adelsgesellschaften zu den Städten
Zumeist wird das Verhältnis zwischen Adel und Städten einseitig als konfliktgeladen dargestellt. Als Beispiel dienen von den Adeligen unter Vorwand provozierte Fehden und es wird das Bild des Raubritters heraufbeschworen. Adelsgesellschaften, die eine Konzentration militärischer Macht darstellten, wurden von den Städten, die ja selbst eine ausgreifende Sicherungspolitik ihrer Handelswege betrieben, durchaus als Bedrohung angesehen. Diese Bedrohung kam aber aus Sicht sowohl der Städte als auch der Adeligen im gleichen Maße von den Fürsten. Die Städtebündnisse waren also nicht einseitig gegen den Adel gerichtet, in der Regel fanden sich wechselnde Bündnisse, so dass auch die Städte auf Söldnertruppen zurückgriffen, die wiederum von Adeligen geführt wurden. Oder sie nahmen gar ganze Gesellschaften in ihren Sold, wie zum Beispiel die Gesellschaft mit der Krone für die Stadt Augsburg, die Gesellschaft mit dem Schwert für Ulm, oder die Schlegler, welche für die Städte Worms und Speyer im Sold standen.
Zudem darf die zentrale Rolle nicht übersehen werden, welche die Stadt für die Gesellschaften spielte. Die Stadt stellte die „Bühne“ für das „Herrschaftstheater“ des Gesellschaftslebens des genossenschaftlich organisierten Adels dar. Die Burgen der Adeligen waren hierfür in den seltensten Fällen geeignet, einmal aus Platzgründen, zum anderen, weil die Burgen in der Regel nicht mehr als enge, schmutzige, ummauerte Bauernhöfe darstellten. Es hätte auch dem egalitären Prinzip widersprochen, wenn die Genossen, welche über einen repräsentativen Adelssitz verfügten, dadurch vor ihren Standesgenossen hervorgehoben worden wären.

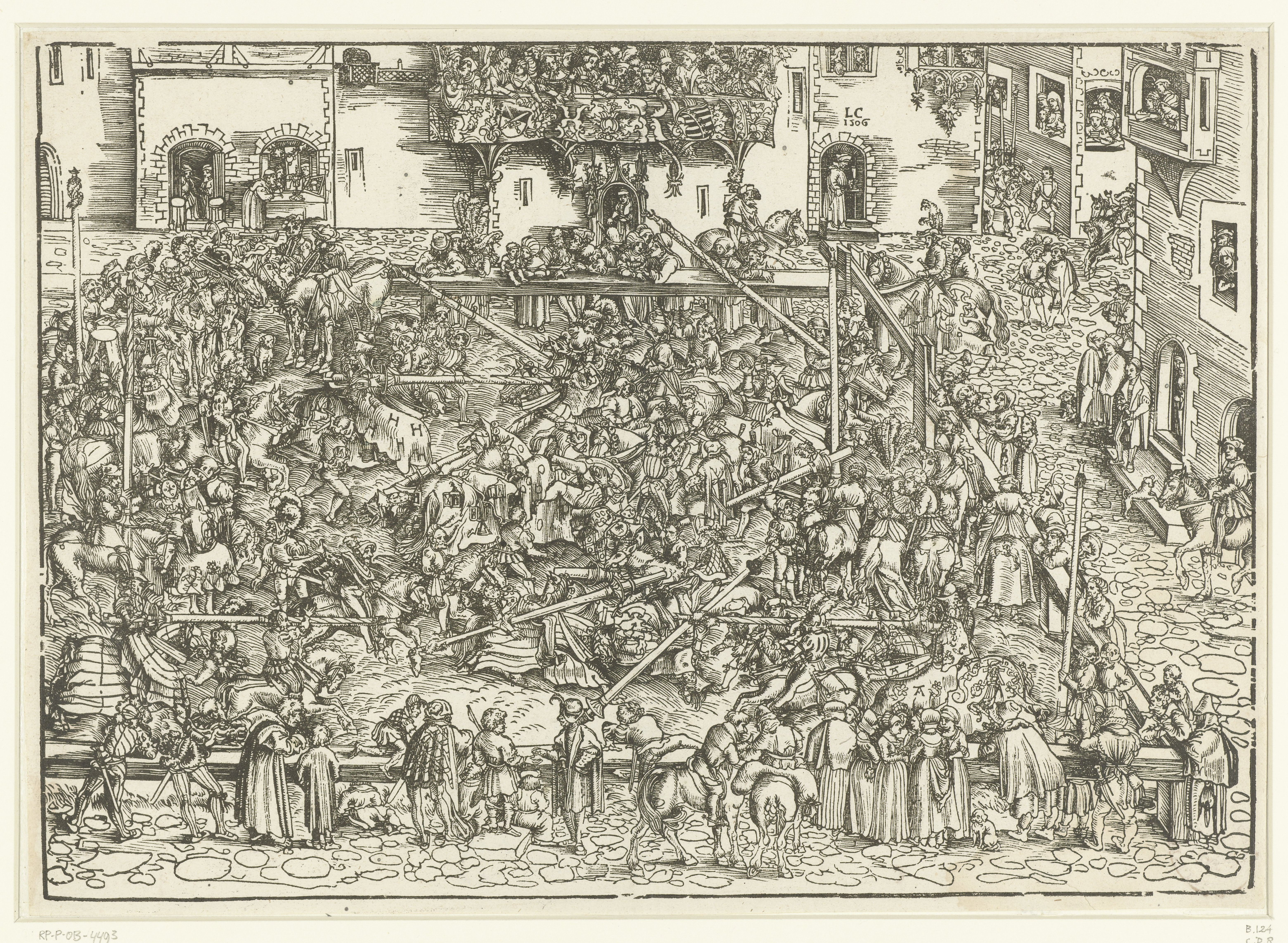
Lucas Cranach d. Ä., 1506:
Turnier auf dem Marktplatz einer Stadt

Die Stadt war Gründungsort und weltlicher Sitz der Gesellschaften, die die Infrastruktur der Stadt für ihre Belange nutzten: die Schreiber, die ihre Briefe ausfertigten, das Archiv, in dem diese Briefe hinterlegt wurden, die Kämmerei, von der das Gesellschaftsvermögen verwaltet wurde, die Versammlungsräume, in denen Kapitelsitzungen und Festmahle begangen wurden, die Plätze, auf denen ihre Turniere ausgerichtet werden konnten. Vor allem bot nur eine Stadt die Möglichkeit, eine Vielzahl von Personen – neben den Gesellen selbst auch deren Frauen und Töchter und das Gesinde – sowohl unterzubringen als auch für mehrere Tage zu versorgen. Die Versammlung in einer Stadt bot auch die Möglichkeit, sich mit den Dingen des gehobenen Bedarfs einzudecken, seien es Rüstungen, Pferde, Kleidung, Schmuck oder Gewürze. Oft wurden die jährlichen Kapiteltreffen mit den Messeterminen der Stadt koordiniert.
So trafen sich die Martinsvögel zur Klärung von internen Streitigkeiten und besonders von Geld- und Zinsangelegenheiten ausschließlich in Straßburg, die Fürspänger in Schweinfurt, die Löwler in Cham, die Geselschaft mit Sant Gyren in Crailsheim. Dorthin waren auch Hilfsgesuche an die Genossen zu richten, was darauf hindeutet, dass die städtische Kanzlei ganzjährig für die Gesellschaft tätig war. Dies zeigt auch, weshalb es für eine Stadt von Interesse sein konnte, Kapitelsitz einer Gesellschaft zu sein. Sie erlangte dadurch einen nützlichen Informationsvorsprung. Die Gesellschaft vom Ayngehürn traf sich deshalb neben Regensburg auch in Amberg, um nicht von einer Kanzlei abhängig zu sein. Die Gesellschaft mit Sankt Jörgenschild richtete ab 1433 das Amt eines eigenen Schreibers ein. Mehrere Versammlungsorte finden sich auch bei überregionalen Gesellschaften. Der eben erwähnte Sankt Jörgenschild hatte mehr als ein Dutzend solcher Versammlungsorte, darunter Augsburg, Ehingen, Engen, Konstanz, Meersburg, Pfullendorf, Riedlingen und Stockach. Die Eselsgesellen trafen sich als Obere und Niedere Gesellschaft jeweils in Heidelberg und Frankfurt am Main. Die Löwengesellschaft versammelte sich in Wiesbaden und St. Goar. Andere Gesellschaften ließen den Ort der Versammlung offen. Die Gesellschaft Fisch und Falke legte fest, dass ihr Kapitel zusammen mit dem jährlich abzuhaltenden Hof der „Vier-Lande-Turniere“ abgehalten werden sollte, deren erstes 1479 in Würzburg stattgefunden hatte.
Die einzige Ausnahme stellten die Gesellschaften auf der Burg Friedberg dar. Dort hätte der Zweck dieser Gesellschaften – die Organisation des Zusammenlebens auf dieser Ganerbenburg – einen anderen Kapitelort nicht sinnvoll erscheinen lassen.
Einige Städte wurden so Gastgeber für mehr als eine Gesellschaft. Dabei betrieben die Vertreter der Stadt, wie diverse städtische Rechnungsbüchern belegen, einen nicht unerheblichen Aufwand zu Ehren ihrer Gäste: festlicher Empfang auf dem Rathaus oder an einem anderen repräsentativen Ort der Stadt, gemeinsame Mahle, Weingeschenke, Überlassung von städtischen Dienern. Dahinter steckten handfeste wirtschaftliche Interessen, da die Städte vielfältig von den Besuchen der Gesellschaften profitierten. Die Herbergen, die Lebensmittellieferanten, das Handwerk (Tuchmacher und Schneider, Schuster, Maler, Schreiner, Sattler, Harnischmacher), Händler für Luxuswaren, Pferdehändler und weitere Dienstleister, vom Notar bis zum Musiker, und viele weitere mehr verdienten am Besuch von oft mehreren tausend Teilnehmern. Beim Turnier in Heidelberg 1482 mussten 3.499 Pferde untergebracht werden, im selben Jahr in Nürnberg 4.200. Ein weiterer Vorteil, Kapitelsitz einer Gesellschaft zu sein, lag darin, dass dies planbare, jährlich wiederkehrende Ereignisse waren.
Neben dem ökonomischen Aspekt boten solche Veranstaltungen auch einen entsprechenden Unterhaltungswert für alle Schichten einer Stadt. Wenn die Stadt für die Adeligen eine Bühne darstellte, auf der sie sich präsentieren konnten, war diese Bühne für das städtische Patriziat ein Schaufenster, in dem es die höfische Lebensweise erlernen konnte. Die häufigen städtischen Gesellenstechen – wie die städtischen Turniere genannt wurden – zeigen, dass die Städter bemüht waren, den höfischen Glanz zu kopieren, ja in vielen Fällen gar zu übertreffen. Zur Wahrung der Exklusivität blieb dem Adel nur die ständische Abschottung, wie die erwähnte Verschärfung der Zulassungsregeln zu den Gesellschaften zur Hochzeit des Turnierwesens belegt.

## Bewertung

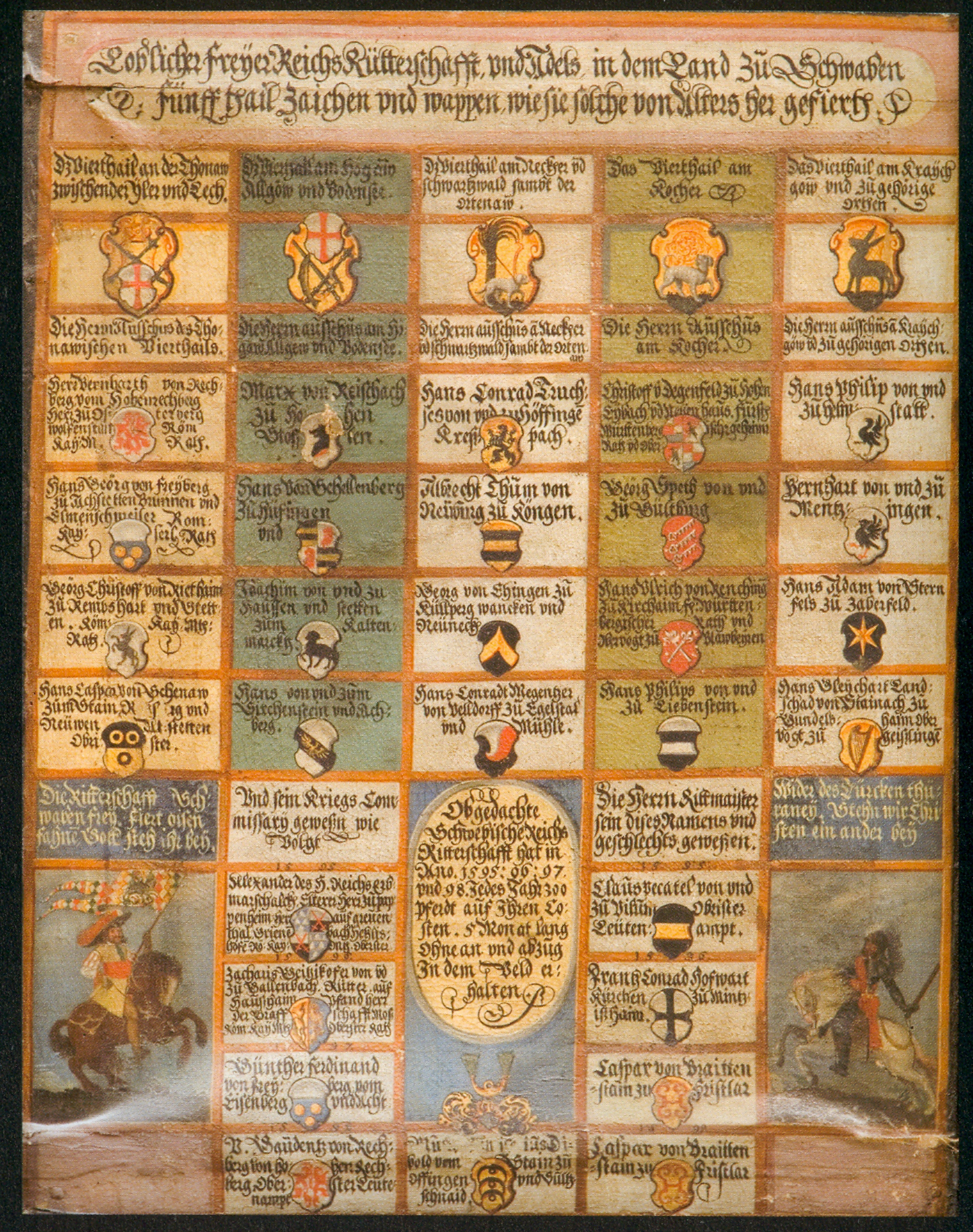
Die Reichsritterschaft knüpfte an die Symbolik der alten Adelsgesellschaften an: Sankt Jörgenschild, Fisch und Falken, (Leit-)bracken und Esel

Andreas Ranft stellt fest, dass die einzelnen Gesellschaften, von der Gesellschaft mit Sanktjörgenschild abgesehen, für sich genommen kaum gestaltenden und anhaltenden Einfluss auf ihre Umgebung ausüben konnten. Die Gesellschaften wurden zumeist von einer Herrschaft oder von Gegenbündnissen aufgelöst, neutralisiert oder für eigene Zwecke instrumentalisiert. Aber es entstanden immer neue Genossenschaften. Der „…Druck ständig nachwachsender Verbindungen …“ verhinderte eine grundsätzliche Liquidation. „[D]ie adlige Genossenschaft wurde zum stabilen Faktor politischer Organisation, welcher den Adligen, zumindest den reichsunmittelbaren, lange Zeit eine vorteilhaft ungeklärte Konkurrenz mehrfacher Loyalitäten zu ihren Lehensherren, zu den Dienstherren, zu ihren Einigungen und zum Reich aufrechtzuerhalten erlaubte“. Seit dem Privileg von 1422, welches dem Adel die genossenschaftliche Organisation gestattete, stellten die Gesellschaften für die Könige oder Kaiser einen Machtblock dar, den sie als politisches Gegengewicht in ihren Auseinandersetzungen mit den Fürsten einsetzen konnten. Durch die – wortwörtlich – eigenständige Einübung von Verwaltungs- und Organisationsformen wurde so die Rolle des Adels in der späteren Reichsritterschaft vorbereitet. Der Schwäbische Bund als korporative Vereinigung erlaubte es den Fürsten und Städten, den Niederadel als standesgemäßen Verhandlungspartner zu akzeptieren. Der Trick bestand darin, dass nicht der einzelne Niederadelige der Verhandlungspartner war, sondern die Gesellschaft. Organisatorisch lässt sich deshalb eine Linie ziehen von der politischen Einbindung des Sankt Jörgenschildes als Kooperation im Schwäbischen Bund bis zur ständischen Organisation der verfassten Reichsritterschaft in der Mitte des 16. Jahrhunderts. Die Ritterkantone lehnten sich an die Kantonsstruktur des Sankt Jörgenschildes an, es wurden aber auch die Symbole anderer Gesellschaften tradiert.

## Register der Adelsgesellschaften
Die im Repertorium von Kruse, Paravicini und Ranft erfassten Gesellschaften sind im Artikeltext doppelt, durch Kursivschrift und „Anführungszeichen“ gekennzeichnet. Dies dient der Unterscheidung von bloßen Bündnissen oder hierarchischen Orden.
Anm. Durch den Referenzmarker «↑» ist ein Rücksprung zur jeweiligen Textstelle möglich.
| Name                                                     | Datumseingrenzung    | Gründung  | Region                                                    | Zweck                                                               | Patronat                                                 | Referenz      |
| -------------------------------------------------------- | -------------------- | --------- | --------------------------------------------------------- | ------------------------------------------------------------------- | -------------------------------------------------------- | ------------- |
| Rote Ärmel                                               | vor 11. Juni         | 1331      | Mittelrhein/Eifel                                         | politisch/militärisch                                               |                                                          |               |
| Ritterstift Ettal                                        | 17. August           | 1332      | Kloster Ettal                                             |                                                                     |                                                          |               |
| Tempelaise/St. Georg                                     | vor 8. Juni          | 1337      | Österreich                                                |                                                                     | St. Georg                                                |               |
| Rad                                                      | vor 26. Januar       | 1342      | Niederrhein ?                                             | bruderschaftlich                                                    | St. Georg                                                | ↑             |
| Falbe Pferde                                             | vor 13. April        | 1349      | Niederrhein                                               | politisch/militärisch                                               |                                                          |               |
| Turniergesellschaft mit Hz. Meinhard v. Oberbayern-Tirol | 28. September        | 1361      | Oberbayern                                                | Turniergesellschaft als Deckmantel für politisch/militärische Ziele |                                                          | ↑             |
| Grüne Minne                                              | vor 12. September    | 1365      | Burg Friedberg                                            |                                                                     |                                                          | ↑             |
| Wölfe                                                    | März                 | 1367      | Schwaben                                                  | politisch/militärisch                                               |                                                          |               |
| Spieß                                                    | März                 | 1367      | Schwaben                                                  |                                                                     |                                                          |               |
| Martinsvögel                                             |                      | 1367      | Schwarzwald/Baden/Elsass                                  | politisch/militärisch                                               |                                                          | ↑             |
| Blaue Hüte                                               | vor 5. November      | 1367      | linksrheinisch ?                                          |                                                                     |                                                          |               |
| Schwert                                                  | vor 18. September    | 1370      | Schwaben                                                  | politisch/militärisch                                               |                                                          | ↑             |
| Stern                                                    | 23. August           | 1370      | Freiburg im Breisgau                                      | politisch/militärisch                                               |                                                          |               |
| Mond                                                     | vor 10. Juni         | 1371      | Burg Friedberg                                            |                                                                     |                                                          | ↑             |
| Krone                                                    | 6. Januar ?          | 1372      | Schwaben                                                  | politisch/militärisch                                               |                                                          | ↑ ↑           |
| Stern                                                    | 16. Februar          | 1372      | Hessen                                                    | politisch/militärisch                                               |                                                          |               |
| Alte Minne                                               | ca.                  | 1375      | Hessen                                                    |                                                                     |                                                          |               |
| St. Georg                                                | 15. Juli             | 1375      | Mittelrhein/Niederrhein/Eifel                             | politisch/militärisch                                               | St. Georg, Maria                                         | ↑             |
| Horn                                                     | vor 19. Januar       | 1379      | Hessen                                                    | politisch/militärisch                                               |                                                          |               |
| Greif                                                    | 2. Oktober           | 1379      | Wertheim (um)                                             | politisch/militärisch                                               |                                                          | ↑             |
| Löwe                                                     | 17. Oktober          | 1379      | Wetterau, dann ganz Südwestdeutschland                    | politisch/militärisch                                               | St. Georg                                                | ↑ ↑           |
| Falken                                                   | ca.                  | 1385–1390 | Westfalen/Paderborn                                       | politisch/militärisch                                               |                                                          |               |
| St. Wilhelm                                              | 21. Dezember         | 1380      | Schwaben                                                  | politisch/militärisch                                               | St. Wilhelm                                              | ↑             |
| St. Georg                                                | vor 8. März          | 1381      | Franken ?                                                 | politisch/militärisch                                               | St. Georg                                                | ↑ ↑           |
| Geck/Narr                                                | 12. November         | 1381      |                                                           | bruderschaftlich                                                    |                                                          |               |
| Salamander                                               | vor 9. Juli          | 1386      | Habsburgische Lande                                       | fürstlich                                                           |                                                          |               |
| Hose/Stiefel                                             | vor 4. November      | 1386      | Meißen                                                    | Turniergesellschaft, später auch militärisch                        |                                                          |               |
| Widder                                                   | vor 4. November      | 1386      | ?                                                         | Turniergesellschaft                                                 |                                                          |               |
| Esel                                                     | vor                  | 1387      | Pfalz/Kraichgau/Wetterau                                  | Turniergesellschaft                                                 | St. Georg, Maria, St. Christoph, St. Katharina           | ↑ ↑ ↑ ↑       |
| Leopard                                                  |                      | 1387      | Magdeburg (um)                                            | Turniergesellschaft, später auch militärisch                        |                                                          | ↑             |
| Gesellschaft zu Schweinfurt                              | 23. September        | 1387      | Unterfranken                                              | Turniergesellschaft, später auch militärisch                        |                                                          |               |
| Rüdenband                                                | vor                  | 1389      | Schlesien, Oberlausitz, Böhmen, Franken, Schwaben, Bayern | Turniergesellschaft, politisch/militärisch                          | Maria?                                                   | ↑             |
| Sichel                                                   | 25. September        | 1391      | Braunschweig/Braunschweig-Lüneburg/Paderborn/Hessen       | politisch/militärisch                                               |                                                          | ↑             |
| Bengel / Flegel / Klüppel / Kolben                       | 29. September        | 1391      | Hessen                                                    | politisch/militärisch                                               |                                                          |               |
| Fürspang                                                 | ca.                  | 1392      | Franken                                                   | Turniergesellschaft                                                 | St. Georg, Maria, St. Eucharius, St. Jakob, St. Leonhard | ↑ ↑           |
| Füchse                                                   | vor 13. Juli         | 1392      | Thüringen ?                                               |                                                                     |                                                          |               |
| Roßkamm                                                  | ca.                  | 1393      | Kleve/Niederrhein                                         | fürstlich                                                           |                                                          | ↑             |
| Rosenkränze                                              | 24. Mai              | 1393      | Niederrhein                                               | Landfriedensbündnis                                                 |                                                          |               |
| Zopf                                                     | vor                  | 1395      | Habsburgische Lande                                       | höfischer Minnedienst                                               |                                                          |               |
| Schlegel                                                 | vor                  | 1395      | Schwaben                                                  | politisch/militärisch                                               |                                                          | ↑ ↑           |
| Eidechse                                                 | 24. Februar          | 1397      | Rheden und Thorn (um)                                     | politisch/militärisch                                               |                                                          | ↑             |
| Einhorn                                                  | vor 30. Mai          | 1398      | Thüringen ?                                               |                                                                     |                                                          |               |
| Sichel                                                   | um                   | 1400      | Sachsen-Anhalt                                            | fürstlich                                                           |                                                          |               |
| Hirsch                                                   | oder früher          | 1404      | Frankfurt/Main (um)                                       | Turniergesellschaft                                                 |                                                          |               |
| Stern                                                    | vor 31. Januar       | 1406      | Österreich i. e. S.                                       | politisch/militärisch                                               |                                                          |               |
| Elefant                                                  | 23. August           | 1406      | Tirol                                                     | politisch/militärisch                                               |                                                          |               |
| St. Jörgenschild                                         | 11. September        | 1406      | Schwaben                                                  | politisch/militärisch                                               | St. Georg                                                | ↑ ↑ ↑ ↑ ↑ ↑ ↑ |
| Falke                                                    | oder früher          | 1407      | Schwaben (Ober-)                                          | Turniergesellschaft, mit militärischen Optionen                     |                                                          | ↑ ↑           |
| Löwe                                                     | ca.                  | 1407      | Thüringen                                                 | politisch/militärisch                                               |                                                          | ↑             |
| Flegel                                                   | ca                   | 1407/1411 | Thüringen                                                 | fürstlich                                                           |                                                          |               |
| Hirsch                                                   | ca.                  | 1408      | Regensburg (um)                                           | Turniergesellschaft                                                 |                                                          |               |
| Rüde                                                     | ca.                  | 1408      | Regensburg (um)                                           | Turniergesellschaft, 1417 auch politisch/militärisch                |                                                          |               |
| Drache                                                   | 12. Dezember         | 1408      | Ungarn (ursprünglich, dann ganz Europa)                   | fürstlich                                                           |                                                          | ↑ ↑ ↑ ↑       |
| Luchs                                                    | vor 17. Januar       | 1410      | Hessen ?                                                  |                                                                     |                                                          |               |
| Sittich                                                  | 17. April            | 1414      | Bayern                                                    | Fürstengesellschaft                                                 |                                                          | ↑             |
| St. Antonius                                             |                      | 1420/1435 | Kleve/Mark                                                | bruderschaftlich                                                    | St. Antonius                                             | ↑ ↑           |
| Einhorn und Jungfrau                                     | 17. August           | 1424      | Olmütz (Mähren)                                           | bruderschaftlich                                                    | Maria                                                    | ↑ ↑           |
| Einhorn/Böckler                                          | 23. April ?          | 1428      | Oberpfalz/Bayern-Straubing                                | politisch/militärisch                                               |                                                          | ↑ ↑           |
| Greif                                                    | oder später          | 1428      | Regensburg (um)                                           |                                                                     |                                                          |               |
| Rüde                                                     | vor Juli 24          | 1431      | Oberrhein ?                                               | politisch/militärisch                                               |                                                          | ↑             |
| St. Wilhelmsschild                                       | vor 28. Juli         | 1432      | Oberrhein ?                                               | Landfriedensbündnis                                                 | St. Wilhelm                                              |               |
| Adler                                                    | 16. März             | 1433      | Österreich                                                | Kampfbündnis gegen die Hussiten                                     | Maria                                                    | ↑             |
| Bracke/Leitbracke                                        |                      | 1436      | Schwaben (Unter-), Baden                                  | Turniergesellschaft                                                 |                                                          | ↑             |
| Fisch                                                    |                      | 1436      | Bodensee                                                  | Turniergesellschaft                                                 |                                                          | ↑             |
| Gekrönte Steinböcke                                      | 19. August           | 1436      | Rheinland                                                 | Turniergesellschaft                                                 |                                                          | ↑ ↑           |
| St. Georgs- u. St. Wilhelmsschild                        | vor 15. Oktober      | 1436      | Elsass/Sundgau/Breisgau/Schwarzwald/Thurgau               | fürstlich                                                           | St. Georg, St. Wilhelm                                   | ↑             |
| Tusin                                                    | vor                  | 1438      | Böhmen                                                    | Hoforden                                                            |                                                          | ↑             |
| Rose                                                     | vor 21. Februar      | 1439      | Bamberg (um)                                              |                                                                     |                                                          |               |
| Unsere Liebe Frau / Schwan                               | 29. September        | 1440      | Mark Brandenburg, dann auch Franken                       | bruderschaftlich                                                    | Maria                                                    | ↑ ↑ ↑ ↑ ↑     |
| Pelikan/St. Georg                                        | 20. Mai              | 1444      | Rheinpfalz                                                | Hoforden                                                            | St. Georg                                                | ↑ ↑           |
| St. Hubertus                                             |                      | 1444/45   | Jülich-Berg                                               | Hoforden                                                            | St. Hubertus, Maria                                      | ↑             |
| St. Hubertus                                             | 11. November         | 1447      | Grafschaft Sayn                                           | bruderschaftlich                                                    | St. Hubertus, Maria                                      | ↑ ↑           |
| St. Hieronymus                                           | 30. September        | 1450      | Markgrafschaft Meißen                                     | bruderschaftlich                                                    | St. Hieronymus                                           | ↑             |
| Windhund                                                 | vor                  | 1459      | Mittel- und Niederrhein                                   | Turniergesellschaft                                                 |                                                          |               |
| Wolf                                                     | vor                  | 1459      | Mittel- und Oberrhein                                     | Turniergesellschaft                                                 |                                                          |               |
| Heiliger Geist                                           | 16. September        | 1463      | Wasgau/Unterelsass                                        | politisch/militärisch                                               | Heiliger Geist                                           |               |
| St. Christoph                                            | ?                    | 1465      | Grafschaft Henneberg                                      | bruderschaftlich                                                    | St. Christoph, Maria                                     | ↑             |
| Unsere Liebe Frau/St. Maria                              | 23. Juni oder später | 1468      | Geldern                                                   | bruderschaftlich                                                    | Maria                                                    | ↑             |
| St. Georgs-Ritterorden                                   | 1. Januar            | 1469      | Österreich                                                | Orden                                                               | St. Georg                                                |               |
| Kranz                                                    | vor                  | 1479      | Oberschwaben                                              | Turniergesellschaft                                                 |                                                          |               |
| Bracke und Kranz                                         | vor                  | 1479      | Schwaben                                                  | Turniergesellschaft                                                 |                                                          |               |
| Krone                                                    | vor                  | 1479      | Schwaben                                                  | Turniergesellschaft                                                 |                                                          |               |
| Fisch und Falke                                          | 23. August           | 1484      | Schwaben                                                  | Turniergesellschaft                                                 | St. Georg                                                | ↑ ↑           |
| Bär                                                      | 8. September ?       | 1484      | Franken                                                   | Turniergesellschaft                                                 |                                                          |               |
| Einhorn                                                  | 8. September ?       | 1484      | Franken                                                   | Turniergesellschaft                                                 |                                                          | ↑ ↑           |
| Löwe                                                     | 14. Juli             | 1489      | Niederbayern/Oberpfalz                                    | politisch/militärisch                                               |                                                          | ↑ ↑           |
| St. Simplicius                                           | 9. Januar            | 1492      | Erzstift Fulda                                            | bruderschaftlich                                                    | St. Simplicius, St. Bonifatius, St. Faustinus            | ↑             |
| St. Georg                                                | vor 26. März         | 1492      | Burg Friedberg                                            | bruderschaftlich                                                    | St. Georg                                                | ↑ ↑           |
| St. Georg                                                | 17. September        | 1493      | Österreich                                                | bruderschaftlicher Kampfbund                                        | St. Georg                                                |               |
| St. Martin                                               | 10. April            | 1496      | Erzbistum Mainz                                           | bruderschaftlich                                                    | St. Martin, Maria                                        | ↑             |
| St. Georg                                                | 12. November         | 1503      | Reich                                                     | bruderschaftlicher Kampfbund                                        | St. Georg                                                |               |
| St. Christoph                                            | 22. Juni             | 1517      | Steiermark                                                | singulär                                                            | St. Christoph                                            |               |